# 柔质比赖藓
柔质比赖藓（学名：Brotherella herbacea）为锦藓科小锦藓属下的一个种。其种加词“herbacea”意为“草本的”。